# عربی صعیدی
عربی صعیدی یا عربی مصر علیا گویشی از زبان عربی است که توسط صعیدی‌ها در جنوب قاهره و مصر تا مرزهای سودان به کار گرفته می‌شوند. این گویش ویژگی‌های مشترک زبانی با هر دو گویش عربی مصری و عربی سودانی دارد. گویش‌ها شامل عربی مصر میانه و مصر علیا می‌شود. گویشوران عربی مصری معمولاً گونه‌های غلیظ‌تر عربی صعیدی را متوجه نمی‌شوند.
عربی صعیدی وجهه ملی پایینی دارد علی رقم اینکه همچنان به‌طور گسترده به کار گرفته می‌شود از جمله در شمال توسط مهاجران روستایی که نصفه و نیمه با عربی مصری مطابق شده‌اند.